# 帕特罗豪
帕特罗豪（匈牙利語：Pátroha），匈牙利索博尔奇-索特马尔-贝拉格州所辖的一个村。总面积39.22平方公里，总人口2897，人口密度73.9人/平方公里（2011年1月1日）。